# Autonomía Libertad Participación Ecología
Autonomía Libertad Participación Ecología (en francés Autonomie, Liberté, Participación, Écologie) (ALPE) es partido político italiano regionalista del valle de Aosta, cuya progresiva ideología combina elementos del socioliberalismo, políticas verdes y la socialdemocracia. Cuenta con cinco consejeros regionales y un diputado, Roberto Nicco. El partido es miembro de Alianza Libre Europea.

## Autonomía Libertad Democracia
El partido tiene su origen en la lista electoral Autonomía Libertad Democracia (Autonomie Liberté Démocratie) (ALD), miembro de la coalición La Unión para las elecciones generales de 2006, estando formada por 
- Demócratas de Izquierda (DS),
- Democracia es Libertad-La Margarita (DL),
- Renovación Valdostana (RV),
- Valle de Aosta Vivo (VdA),
- Adelante Valle,
- el Partido de la Refundación Comunista,
- la Federación de los Verdes
- y otros partidos menores.

En esa ocasión, ALD obtuvo diputado, Roberto Nicco (DS), y un senador, Carlo Perrin (RV), derrotando respectivamente con 43,4% de los votos frente al 30,7% de Viérin Marco (SA, APF), y 44,2% frente al 32,0% corresponde senador Augusto Rollandin (UV, APF).
En las elecciones generales de 2008 Antonio Fosson (UV, VdA) derrotó a Carlo Perrin por 41,4% frente a 37,4%, mientras Ego Perron (UV, VdA) fue derrotado por el actual diputado Roberto Nicco por 39,1% frente a 37,8%. 
Con una nueva ley electoral, la coalición se mantuvo para las elecciones regionales de 2008. La alianza, unión de las listas de tres partidos (el Partido Democrático (PD), Renovación Valdostana-Valle de Aosta Vivo y Arcoiris Valle de Aosta, obtuvo el 27,4% de los votos y fue duramente derrotado por la coalición regionalista Valle de Aosta Autonomía Progreso Federalismo (APF), que obtuvo el 62% de la voto y una mayoría estable en el Consejo Regional.

## Autonomía Libertad Participación Ecología
La anterior coalición tuvo continuación en un nuevo partido político en enero de 2010 con la fusión de cinco grupos:
- Renovación Valdostana (RV)
- Valle de Aosta Vivo (VdA)
- Alternativa Verde (AVdA)
- un grupo de antiguos Demócratas de Izquierda (DS)
- e independientes.

El exsenador Carlo Perrin fue elegido coordinador del partido. 
Para las elecciones generales de 2013, ALPE se presentó junto al PD dentro de Italia. Bien Común. De cara a las elecciones regionales de 2013 se presentará igualmente junto al PD, la Asociación Loris Fortuna, el Partido Socialista Italiano y la Federación de la Izquierda.

## Resultados electorales
| Consejo de la Provincia Autónoma de Bolzano |            |       |         |             |
| Año electoral                               | Votos      | %     | Escaños | +/–         |
| 2013                                        | 8.943 (#3) | 12,41 | 5/35    | a           |
| 2018                                        | 5.733 (#6) | 9,00  | 3/35    | 2           |
| 2020b                                       | 5.880 (#4) | 8,87  | 3/35    | Sin cambios |

a Respecto a la suma de los resultados de RV, VdAV y VAVdA en 2008. 
b En la coalición Alianza Valdostana.